# Димово
Вижте пояснителната страница за други значения на Димово.
Дѝмово е град, разположен в Северозападна България. Той е административен център на община Димово, област Видин.

## География
Град Димово се намира в западната част на Дунавска равнина, област Видин. Разположен е по течението на река Арчар, в малка котловина, заобиколена от осем дола, в долния край на която река Белщица (местните я наричат още Белската река) се влива в Арчар.

## История

### Възникване
Съществува вероятност първите заселници по земите на днешно Димово да са били римляните, за което говорят старият (предполагаем римски) мост, масивният зид в местността Дандара, парчетата глинени съдове, намерени в местностите „Велики мост“ и съседния му хълм „Градището“ – малка римска крепост (при строителство на телевизионен ретранслатор на връх „Доброглед“); в местността Попадия (при корекция на пътя).
Димово е известно като едно от най-младите селища в северозападна България, възникнало през втората половина на 19 век. След превземането на Кавказ от Русия през 1862 – 1864 г. черкезкото мохамеданско население се изселва масово в турска Мала Азия. Османската империя на свой ред го заселва в редица свои каази, с цел укрепване на своето влияние там. В резултат на тази политика, в Белоградчишката кааза са образувани три черкезки колонии – Джургжица (днешното село Гюргич, Белашница (днешната Горна Бела) и Османие – днешно Димово. Тогава то е наброявало около 300 черкезки семейства, чиито къщи се разполагат от двете страни на река Арчар, между българските селища Бела, Костичовци и Макреш.
След обсадата и падането на Белоградчик на 12 февруари (стар стил) 1878 г. по време на Руско-турската война, черкезите напускат заедно с оттеглящите се турски войскови части. Земите и къщите им биват заети както от българите от съседните села, така и от българи от Одринска Тракия, бежанци след прекрояването на границите след Берлинския конгрес. Още през 1878 г. по левия бряг на река Арчар (между Римския мост и местността Попадия) се наброяват около 73 къщи на бежанци от Тракия. Селището получава първото си българско име – Бързица. От пролетта на 1879 г., пак по левия бряг на Арчар, започват да се заселват български семейства от село Стакевци, които скоро нарастват до 60. Втората Бързица на заселниците от Стакевци се слива с първата на „тракянците“ и селището става Бързици. Скоро северно от Белския дол, в полите на западните възвишения, се появяват още 40 къщи на преселници от различни балкански села – Върбово, Праужда, Граничак и други. Поради това че тракянците са необичаен за региона диалект, с по-силно влияние на гръцки и турски, и са имали обичаи, различни от тези на другите заселници, три години след идването на балканджиите, те постепенно се изселват и оставят за спомен единствено наименованието на обитаваната от тях местност Тракянски дол. Към 30-те години на XX век жителите на Александрово до известна степен запазват своя нетипичен за района белоградчишки говор.
През май 1881 г., след като княз Александър Батенберг спира и обядва в селото на път от Белоградчик за Видин, Бързици бива преименувано на Александрово.

### Развитие до 1944 г.
Първото начално училище е открито още през есента на 1879 г. През 1883 г. е открита новата сграда на училището. През 1903 г. е завършена и православната църква. През 1907 г. е учредено Кредитно кооперативно движение „Прогрес“, което през 1910 г. открива и първия магазин за продажба на стоки в селото. През 1923 г. до село Александрово достига жп линията от Мездра и в продължение на 6 – 7 години Александрово е крайна жп гара, която обслужва над 35 селища.
Основно жителите на Александрово се занимават със земеделие, отчасти със скотовъдство, лозарство и бубарство.
При избухването на Балканската война в 1912 година един човек от Александрово е доброволец в Македоно-одринското опълчение.
През 1933 г. е завършен строежът на новото училище.
През януари 1936 г., по предложение на Министерството на железниците, Александрово е прекръстено на Влайково, на името на писателя Тодор Влайков, за да се разграничава от останалите села, носещи името Александрово (в Ловешко, Горнооряховско, Казанлъшко, Сливенско, Поморийско). След протести на селските първенци, още през март същата година името Александрово е върнато, но променено на Княз Александрово.
През 1938 г. завършва строителството на новата моторна мелница, немско производство.

### Развитие между 1944 и 1989 г.
През 1951 г. селището отново е преименувано, този път на Димово по псевдонима Димо на местния комунистически деец Живко Пуев.

## Население
Численост на населението според преброяванията през годините:
| \| Година на преброяване \| Численост \| \| --------------------- \| --------- \| \| 1934 \| 1435 \| \| 1946 \| 1466 \| \| 1956 \| 2066 \| \| 1965 \| 2334 \| \| 1975 \| 2462 \| \| 1985 \| 2065 \| \| 1992 \| 1653 \| \| 2001 \| 1506 \| \| 2011 \| 1202 \| \| 2021 \| 948 \| |           |
| Година на преброяване | Численост |
| 1934 | 1435      |
| 1946 | 1466      |
| 1956 | 2066      |
| 1965 | 2334      |
| 1975 | 2462      |
| 1985 | 2065      |
| 1992 | 1653      |
| 2001 | 1506      |
| 2011 | 1202      |
| 2021 | 948       |

Етническият състав включва 956 и 87 цигани.

## Политика
- 1995 – Тодор Тодоров (Предизборна коалиция БСП, БЗНС Александър Стамболийски, ПК Екогласност) печели на първи тур със 71% срещу Методи Василев (Народен съюз).
- 1999 – Тодор Тодоров (БСП) печели на първи тур с 52% срещу Христина Христова (ОДС).
- 2003 – Тодор Тодоров (БСП) печели на втори тур с 57% срещу Иванела Андреева (Българска социалдемокрация).
- 2007 – Тодор Тодоров (БСП) печели на втори тур с 50,16% срещу Иванела Андреева (ГЕРБ).
- 2011 – Лозан Лозанов (ГЕРБ) печели втори тур с 53% срещу Добромир Тодоров (БСП)
- 2015 – Лозан Лозанов (ГЕРБ) печели втори тур с 50,23% срещу Светослав Славчев (Обединена България)

## Училище
В града има едно средно училище СУ " Св.св. Кирил и Методий" с професионална паралелка " Сътрудник социални дейности" открита през учебната 2024/2025година от директор Яница Георгиева. 

## Спорт
Отборът по футбол в града се казва ФК Ботев Димово.

## Икономика
Завод „Бързица“.

## Забележителности
Екопътека „Радова бара“ открита на 5 юни 2007 г. Пътеката води до беседка с чешма.

### Музеи
В града има къща музей на партизанина Живко Пуев-Димо.

## Редовни събития
В града се провежда ежегодно Димовски панаир в последните петък, събота и неделя на септември.